# ODESSA
ODESSA (на немски: – „Organisation der ehemaligen SS-Angehörigen“) е паравоенна организация – „Организация на бившите членове на СС“ – название, често употребявано за означаване на международни нацистки организации, основани след края на Втората световна война от бивши членове на СС.